# SMAIL
SMAIL（エスメール）は、PicoLix Design (ピコリックス・デザイン)のEva Library（苗場翔）が製作したMicrosoft Windows向けコマンドライン送信専用の電子メールクライアント。

## 概要
SMAILは、Windowsのコマンドプロンプト（またはMS-DOSプロンプト）から起動して利用できるCLIプログラムで送信専用の電子メールクライントである。
複数ファイルの添付、複数CC/BCCの指定、重要度の指定などが可能。POP before SMTP/APOPやSMTP認証(AUTH CRAM-MD5,AUTH PLAIN,AUTH LOGIN,AUTH XOAUTH2)等にも対応している。
SSL接続 TLS接続(TLSv1.0～TLSv1.3)に対応しSMTPS/POPS(SMTP/POP over SSL, STARTTLS) が利用できる。
UTF8/8bit/base64/quoted printableに対応。
SSL通信にはOpenSSLを搭載しており、都度バージョン対応を行っている。

Gmail OAuth2,Microsft Office365 OAuth2のリフレッシュトークン取得用のGUIツール
SmailRefreshToken.exeが付属している。
HTML形式のメール送信をサポートしている。

## 特徴
SMAILの特徴は、以下の通りである。
1998年にリリースされ、バッチ処理に組み込んで利用するユーザが多い。システムの自動監視の結果内容のメール送信の組み込みにも適している。

WEBサービスからの起動も可能で、特にSSL接続 TLS接続を有するメールサーバへの送信に対応している。
フリーウェアーで、商用利用も可能（ただし商用の場合は、使用開始連絡が必要である。）
なお、Windows 7、Windows Server 2008 以降のタスク スケジューラでは、メール送信のトリガーは機能するが実行は非推奨とされ、Windows 8、Windows Server 2012 では、ついにメール送信のトリガーは機能しなくなった。そのため、SMAIL のようなメール送信組み込みの有用性はさらに高まっている。

## 主なバージョン
| バージョン | リリース日    | メールヘッダー           |
| ---------- | ------------- | ------------------------ |
| 2.0b       | 1999年9月28日 | X-Priority:              |
| 3.00       | 2004年1月11日 | X-mailer:                |
| 4.07       | 2007年3月3日  | Message-ID:              |
| 4.30       | 2021年8月29日 | In-Reply-To: References: |

| バージョン | リリース日     | メールプロトコル                              |
| ---------- | -------------- | --------------------------------------------- |
| 3.02       | 2004年1月21日  | POP before SMTP                               |
| 3.04       | 2004年3月25日  | APOP                                          |
| 3.05       | 2004年4月18日  | SMTP認証(AUTH CRAM-MD5,AUTH PLAIN,AUTH LOGIN) |
| 4.00       | 2005年1月25日  | POP/SMTP over SSL (SSLv2,SSLv3,TLSv1)         |
| 4.01       | 2005年2月19日  | POP over SSL                                  |
| 4.12       | 2011年4月17日  | STARTTLS                                      |
| 4.21       | 2018年12月23日 | TLSv1.3                                       |
| 4.26       | 2020年11月1日  | SMTP認証(Gmail OAuth2 )                       |
| 4.29       | 2021年6月22日  | SMTP認証(Microsft Office365 OAuth2)           |

| バージョン | リリース日     | OpenSSLバージョン        |
| ---------- | -------------- | ------------------------ |
| 4.00       | 2005年1月25日  | 0.9.7.e                  |
| 4.02       | 2005年8月21日  | 0.9.8                    |
| 4.09       | 2007年12月3日  | 0.9.8g                   |
| 4.10       | 2010年3月29日  | 1.0.0                    |
| 4.12       | 2011年4月17日  | 1.0.0d                   |
| 4.14       | 2012年6月23日  | 1.0.0e                   |
| 4.18       | 2014年4月20日  | 1.0.0g                   |
| 4.191      | 2016年3月6日   | 1.0.2f                   |
| 4.20       | 2017年1月23日  | 1.0.2j                   |
| 4.21       | 2018年12月23日 | 1.1.1a                   |
| 4.23       | 2020年3月17日  | 1.1.1e                   |
| 4.24       | 2020年9月22日  | 1.1.1g                   |
| 4.25       | 2020年9月23日  | 1.1.1h                   |
| 4.27       | 2020年12月12日 | 1.1.1i                   |
| 4.28       | 2021年4月3日   | 1.1.1k                   |
| 4.30       | 2021年8月29日  | 1.1.1l                   |
| 5.00       | 2022年4月29日  | 1.1.1n,3.0.2(64ビット版) |
| 5.01       | 2022年11月3日  | 1.1.1s,3.0.7(64ビット版) |
| 5.02       | 2024年8月4日   | 3.3.1(32/64ビット版)     |
| 5.03       | 2025年3月18日  | 3.4.1(32/64ビット版)     |